# River Runs Red
River Runs Red ist das Debütalbum der US-amerikanischen Alternative-Metal-Band Life of Agony. Es erschien am 1. Oktober 1993 über Roadrunner Records.

## Entstehung
Zwischen der Bandgründung im Jahr 1989 und der Veröffentlichung des Debütalbums spielte die Band mehrere Demos ein, die bereits mehrere auf River Runs Red verwendete Lieder enthielten. Das Album wurde in den System Two Studios im New Yorker Stadtteil Brooklyn aufgenommen. Produziert wurde River Runs Red vom Type-O-Negative-Keyboarder Josh Silver. Sämtliche Texte und die Musik wurden vom Bassisten Alan Robert geschrieben.
River Runs Red gilt als ein Konzeptalbum über die letzte Lebenswoche eines jungen Mannes, der überwältigt von seinen Problemen am Ende des Albums Selbstmord begeht. Das Konzept war eine Idee von Alan Robert und Josh Silver. Beide wollten wie auf dem Pink-Floyd-Album The Wall eine Geschichte erzählen, die das ganze Album inhaltlich zusammenhält.
Die Geschichte wird in den Titeln „Monday“, „Thursday“ und „Friday“ erzählt. Der Protagonist kommt bei allen drei Titeln nach Hause und wird von seiner Mutter angeschnauzt. Die Mutter wird vom Schlagzeuger Sal Abruscato gespielt. Seine Stimme wurde im Keller des Studios mit einem Harmonizer verfremdet. Der junge Mann geht nun auf sein Zimmer und hört den Anrufbeantworter ab. Bei „Monday“ erfährt der Mann von seiner Freundin, dass sie die Beziehung beendet. Bei „Thursday“ ruft zunächst der Arbeitgeber des jungen Mannes an und teilt ihm seine Entlassung mit. Danach rief seine Lehrerin an um ihm zu sagen, dass seine Versetzung gefährdet ist. Die Lehrerin wurde von Alan Roberts Mutter gesprochen. Das Album endet mit „Friday“. Der Protagonist geht unter die Dusche und schneidet sich die Pulsadern auf.
Für die Lieder „Through and Through“ und „This Time“ wurden Musikvideos gedreht. „Through and Through“ war das erste Video, das in der Sendung Metalla des deutschen Musiksenders VIVA ausgestrahlt wurde.

## Titelliste
1. This Time – 5:41
2. Underground – 4:40
3. Monday – 1:31
4. River Runs Red – 1:55
5. Through and Through – 3:06
6. Words and Music – 5:13
7. Thursday – 2:10
8. Bad Seed – 5:40
9. My Eyes – 2:47
10. Respect – 4:16
11. Method of Groove – 5:17
12. The Stain Remains – 4:31
13. Friday – 3:37

## Rezeption
Peter Kubaschk vom Onlinemagazin Powermetal.de bezeichnete River Runs Red als „ein unbekümmertes Ausrufezeichen“, welches „den Boden für den heutige Emocore bereitete“. Kubaschk bezeichnete Keith Caputos emotionalen Gesang als den Grund, der dieses Album „zu etwas besonderem“ macht. Jason Anderson von Allmusic bezeichnete River Runs Red als „eines der besseren Debütalbum des Metals der frühen 1990er Jahre“. Die einzige Chartplatzierung konnte River Runs Red in Deutschland verbuchen, wo das Album Platz 71 der Albumcharts erreichte.
Im Buch Best of Rock & Metal des deutschen Rock-Hard-Magazins, in dem die nach Meinung der Rock-Hard-Redaktion 500 stärksten Metal- und Hard-Rock-Alben aller Zeiten aufgeführt werden, belegte River Runs Red Platz 225. Laut Frank Albrecht waren es „vor allem die großartigen Gesangsmelodien und Gitarrenharmonien, die dem Hörer eiskalte Schauer über den Rücken jagten“.